# Hina-Ke-Kaa
Hina-Ke-Kaa är kanotmakarnas gudinna inom Hawaiiansk mytologi. Hon är Mauis moster och beskrivs som vacker och blyg.